# Dimetilformamida
Dimetilformamida é o composto orgânico com a fórmula (CH3)2NC(O)H. Comumente abreviada como DMF (embora este acrônimo seja algumas vezes usado para dimetilfurano), este líquido incolor é miscível com água e a maioria dos líquidos orgânicos. DMF é um solvente comum para reações químicas. Dimetilformamida pura é inodora enquanto o grau técnico ou dimetilformamida degradada frequentemente tem um cheiro de peixe devido a impurezas de  dimetilamina. Seu nome é origina-se do fato que é um derivado de formamida, a amida do ácido fórmico.